# Светско првенство у фудбалу до 20 година
Светско првенство у фудбалу до 20 година (енгл. FIFA U-20 World Cup; до 2005. године Светско првенство у фудбалу за младе, енгл. FIFA World Youth Championship) је светско првенство у фудбалу за играче до 20 година које организује ФИФА. Такмичење се одржава сваке друге године још од одигравања првог турнира, давне 1977. у Тунису.
У досадашњих 20 турнира, титулу је освајало десет различитих репрезентација. Аргентина је најуспешнија са шест освојених титула, Бразил је освојио пет, Португалија и Србија су освојиле две, док су Гана, Немачка, Шпанија, Совјетски Савез и Француска титулу освајале по једном.

## Резултати

### Такмичења
| 1977. | Тунис             | Совјетски Савез | 2–2 9–8 (пен)        | Мексико         | Бразил          | 4–0           | Уругвај         |
| 1979. | Јапан             | Аргентина       | 3–1                  | Совјетски Савез | Уругвај         | 1–1 5–3 (пен) | Пољска          |
| 1981. | Аустралија        | Западна Немачка | 4–0                  | Катар           | Румунија        | 1–0           | Енглеска        |
| 1983. | Мексико           | Бразил          | 1–0                  | Аргентина       | Пољска          | 2–1 (прод)    | Јужна Кореја    |
| 1985. | Совјетски Савез   | Бразил          | 1–0 (прод)           | Шпанија         | Нигерија        | 0–0 3–1 (пен) | Совјетски Савез |
| 1987. | Чиле              | СФР Југославија | 1–1 5–4 (пен)        | Западна Немачка | Источна Немачка | 2–2 3–1 (пен) | Чиле            |
| 1989. | Саудијска Арабија | Португалија     | 2–0                  | Нигерија        | Бразил          | 2–0           | САД             |
| 1991. | Португал          | Португалија     | 0–0 4–2 (пен)        | Бразил          | Совјетски Савез | 1–1 5–4 (пен) | Аустралија      |
| 1993. | Аустралија        | Бразил          | 2–1                  | Гана            | Енглеска        | 2–1           | Аустралија      |
| 1995. | Катар             | Аргентина       | 2–0                  | Бразил          | Португалија     | 3–2           | Шпанија         |
| 1997. | Малезија          | Аргентина       | 2–1                  | Уругвај         | Ирска           | 2–1           | Гана            |
| 1999. | Нигерија          | Шпанија         | 4–0                  | Јапан           | Мали            | 1–0           | Уругвај         |
| 2001. | Аргентина         | Аргентина       | 3–0                  | Гана            | Египат          | 1–0           | Парагвај        |
| 2003. | УАЕ               | Бразил          | 1–0                  | Шпаније         | Колумбија       | 2–1           | Аргентина       |
| 2005. | Холандија         | Аргентина       | 2–1                  | Нигерија        | Бразил          | 2–1           | Мароко          |
| 2007. | Канада            | Аргентина       | 2–1                  | Чешка           | Чиле            | 1–0           | Аустрија        |
| 2009. | Египат            | Гана            | 0–0 4–3 (пен)        | Бразил          | Мађарска        | 1–1 2–0 (пен) | Костарика       |
| 2011. | Колумбија         | Бразил          | 3–2 (прод)           | Португалија     | Мексико         | 3–1           | Француска       |
| 2013. | Турска            | Француска       | 0–0 (прод) 4–1 (пен) | Уругвај         | Гана            | 3–0           | Ирак            |
| 2015. | Нови Зеланд       | Србија          | 2–1 (прод)           | Бразил          | Мали            | 3–1           | Сенегал         |
| 2017. | Јужна Кореја      | Енглеска        | 1–0                  | Венецуела       | Италија         | 0–0 4–1 (пен) | Уругвај         |
| 2019. | Пољска            | Украјина        | 3-1                  | Јужна Кореја    | Еквадор         | 1–0 (прод)    | Италија         |

Напомене:
Бивше репрезентације у курзиву

### Успешност репрезентација
| Тим             | Победник                               | 2. место                   | 3. место             |
| --------------- | -------------------------------------- | -------------------------- | -------------------- |
| Аргентина       | 6 (1979, 1995, 1997, 2001, 2005, 2007) | 1 (1983)                   |                      |
| Бразил          | 5 (1983, 1985, 1993, 2003, 2011)       | 4 (1991, 1995, 2009, 2015) | 3 (1977, 1989, 2005) |
| Португалија     | 2 (1989, 1991)                         | 1 (2011)                   | 1 (1995)             |
| Србија          | 2 (1987, 2015)                         |                            |                      |
| Гана            | 1 (2009)                               | 2 (1993, 2001)             | 1 (2013)             |
| Шпанија         | 1 (1999)                               | 2 (1985, 2003)             |                      |
| Совјетски Савез | 1 (1977)                               | 1 (1979)                   | 1 (1991)             |
| Западна Немачка | 1 (1981)                               | 1 (1987)                   |                      |
| Француска       | 1 (2013)                               |                            |                      |
| Енглеска        | 1 (2017)                               |                            | 1 (1993)             |
| Украјина        | 1 (2019)                               |                            |                      |
| Нигерија        |                                        | 2 (1989, 2005)             | 1 (1985)             |
| Уругвај         |                                        | 2 (1997, 2013)             | 1 (1979)             |
| Мексико         |                                        | 1 (1977)                   | 1 (2011)             |
| Катар           |                                        | 1 (1981)                   |                      |
| Јапан           |                                        | 1 (1999)                   |                      |
| Венецуела       |                                        | 1 (2017)                   |                      |
| Јужна Кореја    |                                        | 1 (2019)                   |                      |
| Мали            |                                        |                            | 2 (1999, 2015)       |
| Румунија        |                                        |                            | 1 (1981)             |
| Пољска          |                                        |                            | 1 (1983)             |
| Источна Немачка |                                        |                            | 1 (1987)             |
| Ирска           |                                        |                            | 1 (1997)             |
| Египат          |                                        |                            | 1 (2001)             |
| Колумбија       |                                        |                            | 1 (2003)             |
| Чиле            |                                        |                            | 1 (2007)             |
| Мађарска        |                                        |                            | 1 (2009)             |
| Италија         |                                        |                            | 1 (2017)             |
| Еквадор         |                                        |                            | 1 (2019)             |

Напомене:
Бивше репрезентације у курзиву

## Награде

### Златна лопта
Награда Адидасова Златна лопта је награда за фудбалера који је највише показао на турниру. Избор се врши на основу медијске анкете. Од турнира који се одржао 2007-е, другопласирани и трећепласирани у анкети добијају Сребрну и Бронзану лопту.
| Турнир                  | Златна Лопта           | Сребрна Лопта         | Бронзана Лопта          |
| ----------------------- | ---------------------- | --------------------- | ----------------------- |
| 1977, Тунис             | Владимир Бесанов       | Жуниор Брасилиа       | Клебер                  |
| 1979, Јапан             | Дијего Марадона        | Ромеро                | Рамон Дијаз             |
| 1981, Аустралија        | Ромулус Габор          | Мајкл Зорц            | Роланд Волхфарт         |
| 1983, Мексико           | Ђовани                 | Роберто Зарате        | Луис Ислас              |
| 1985, Совјетски Савез   | Пауло Силаш            | Жерсон                | Унзуе                   |
| 1987, Чиле              | Роберт Просинечки      | Звонимир Бобан        |                         |
| 1989, Саудијска Арабија | Бизмарк                | Кајси Келер           | Кристофер Нвосу         |
| 1991, Португал          | Емилио Пеиксе          | Ђоване Елбер          | Пауло Торес             |
| 1993, Аустралија        | Адријано               |                       |                         |
| 1995, Катар             | Каио                   | Дани                  | Хоакин Иригоја          |
| 1997,                   | Андрес Николас ливериа | Марсело Залајета      | Пабло Ајмар             |
| 1999, Нигерија          | Сејду Кеита            | Пиус Екидиа           | Пабло Кунаго            |
| 2001, Аргентина         | Хавијер Савиола        | Андрес Д Алесандро    | Ђибрил Сисе             |
| 2003, У. А. Е.          | Исмаил Матер           | Дуду                  | Дани Алвес              |
| 2005, Холандија         | Лео Меси               | Џон Оби Микел         | Таје Тиво               |
| 2007, Канада            | Серхио Агуеро          | Максимилијано Моралес | Ђовани дос Сантос       |
| 2009, Египат            | Доминик Адија          | Алекс Теиксира        | Ђулијано                |
| 2011, Колумбија         | Хенрике                | Нелсон Оливеира       | Хорхе Енрикез           |
| 2013, Турска            | Пол Погба              | Николас Лопез         | Клифорд Абоагие         |
| 2015, Нови Зеланд       | Адама Траоре           | Данило                | Сергеј Милинковић-Савић |
| 2017, Јужна Кореја      | Доминик Соланке        | Федерико Валверде     | Јангел Ерера            |

### Златна копачка
Адидасова Златна копачка је награда која се додељује најбољем стрелцу турнира. Ако више играча постигне исти број голова, бољи ће бити онај играч који је сакупио више асистенција за време турнира.
| Турнир                  | Играч                   | Голова |
| ----------------------- | ----------------------- | ------ |
| 1977, Тунис             | Гуина                   | 4      |
| 1979, Јапан             | Рамон Дијаз             | 8      |
| 1981, Аустралија        | Марк Кусас              | 4      |
| 1983, Мексико           | Ђовани                  | 6      |
| 1985, Совјетски Савез   | Себастијан Лосада       | 3      |
| 1987, Чиле              | Марсел Вичек            | 7      |
| 1989, Саудијска Арабија | Олег Саленко            | 5      |
| 1991, Португал          | Сергеј Шербаков         | 5      |
| 1993, Аустралија        | Хенри Замбрано          | 3      |
| 1995, Катар             | Хосеба Ечеберија        | 7      |
| 1997, Малезија          | Адаилтон Мартинс Болцан | 10     |
| 1999, Нигерија          | Пабло Кунего            | 5      |
| 2001, Аргентина         | Хавијер Савиола         | 11     |
| 2003, У. А. Е.          | Еди Џонсон              | 4      |
| 2005, Холандија         | Лео Меси                | 6      |
| 2007, Канада            | Серхио Агверо           | 6      |
| 2009, Египат            | Доминик Адија           | 8      |
| 2011, Колумбија         | Хенрике                 | 5      |
| 2013, Турска            | Ебенезер Асифуа         | 6      |
| 2015, Нови Зеланд       | Виктор Коваленко        | 5      |
| 2017, Јужна Кореја      | Рикардо Орсолини        | 5      |

### Златна рукавица
Златна рукавица је награда која се додељује најбољем голману турнира. 
| Турнир             | Најбољи голман    |
| ------------------ | ----------------- |
| 2009, Египат       | Естебан Алварадо  |
| 2011, Колумбија    | Мика              |
| 2013, Турска       | Гиљермо де Аморес |
| 2015, Нови Зеланд  | Предраг Рајковић  |
| 2017, Јужна Кореја | Фреди Вудмен      |

### ФИФА Фер плеј награда
ФИФА фер плеј награда се додељује тиму који је остварио најбољи фер-плеј учинак током турнира, који је одређен ФИФИним правилникм.
| Турнир                  | Репрезентација   |
| ----------------------- | ---------------- |
| 1977, Тунис             | Бразил           |
| 1979, Јапан             | Пољска           |
| 1981, Аустралија        | Аустралија       |
| 1983, Мексико           | Јужна Кореја     |
| 1985, Совјетски Савез   | Колумбија        |
| 1987, Чиле              | Западна Немачка  |
| 1989, Саудијска Арабија | Сједињене Државе |
| 1991, Португал          | Совјетски Савез  |
| 1993, Аустралија        | Енглеска         |
| 1995, Катар             | Јапан            |
| 1997, Малезија          | Аргентина        |
| 1999, Нигерија          | Хрватска         |
| 2001, Аргентина         | Аргентина        |
| 2003, У. А. Е.          | Колумбија        |
| 2005, Холандија         | Колумбија        |
| 2007, Канада            | Јапан            |
| 2009, Египат            | Бразил           |
| 2011, Колумбија         | Нигерија         |
| 2013, Турска            | Шпанија          |
| 2015, Нови Зеланд       | Украјина         |
| 2017, Јужна Кореја      | Мексико          |